# Santo Antônio do Paraíso
Santo Antônio do Paraíso – miasto i gmina w Brazylii, w stanie Parana. Znajduje się w mezoregionie Norte Pioneiro Paranaense i mikroregionie Cornélio Procópio.